# قصف الناتو لمقر الإذاعة والتلفزيون الصربي
قامت حلف الناتو بالقصف الجوي بتاريخ 23 أبريل عام 1999م، على مبنى مقر الإذاعة والتلفزيون الصربي والتي تسبب بمقتل 16 شخصاً و16 آخرين.

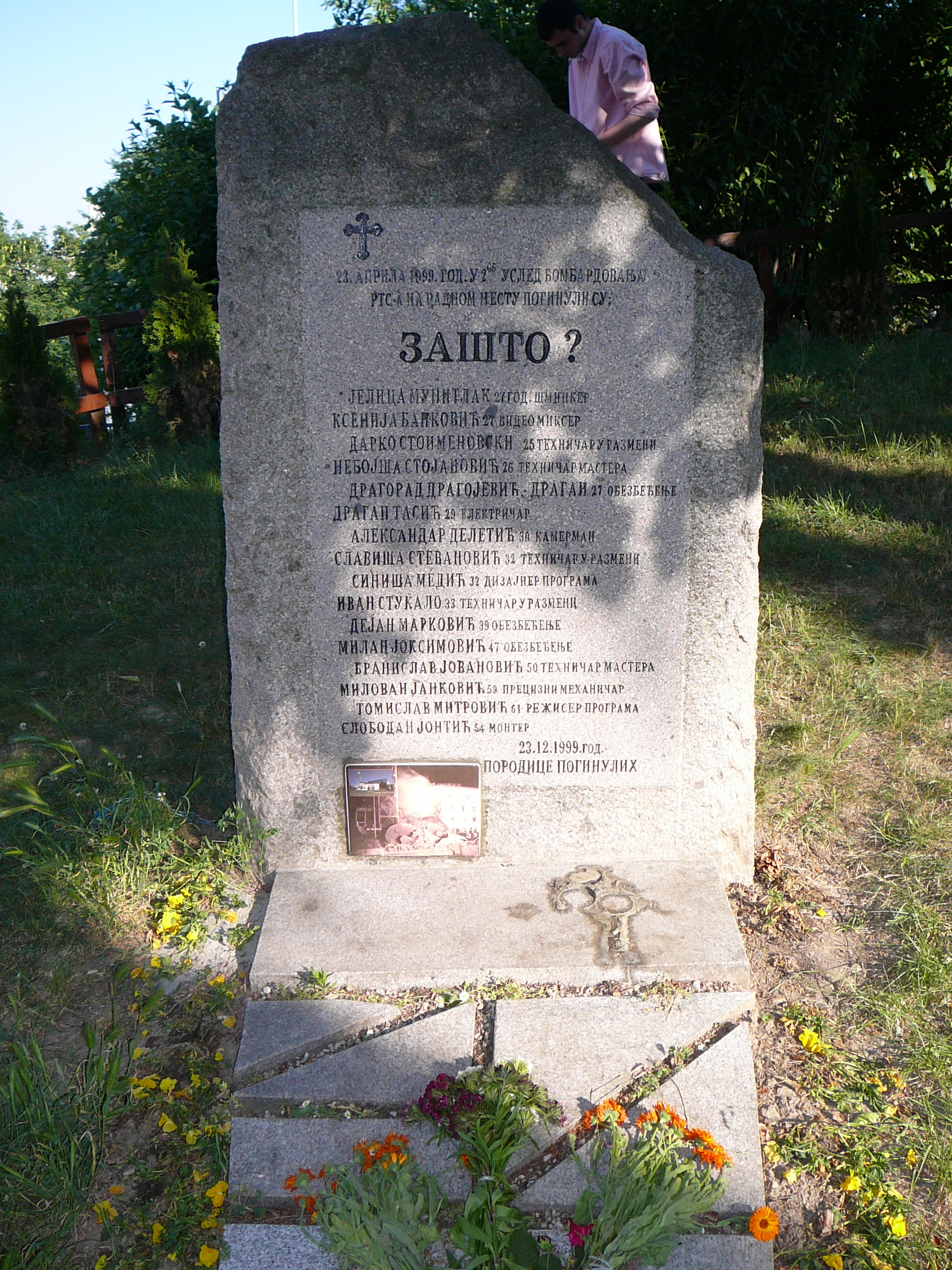
نصب تذكاري اعتراضا على قصف الناتو لمقر الإذاعة والتلفزيون الصربي ، وتظهر أسماء الأشخاص الذين قتلوا خلال الغارة.